# Неретський край
Нере́тський кра́й (латис. Neretas novads) — адміністративно-територіальна одиниця Латвійської Республіки. Розташований у південній частині країни, в історичному регіоні Семигалія. Адміністративний центр — Нерета. Створений 2009 року. Площа — 645,5 км². Населення — 3878 осіб (2011). До складу краю входять 4 волості.

## Населення
Національний склад краю за результатами перепису населення Латвії 2011 року.
| Національність | К-сть | % |
| -------------- | ----- | - |